# Kamles
Kamles ist eine Ortschaft und eine Katastralgemeinde der Gemeinde Sallingberg im Bezirk Zwettl in Niederösterreich. Die Ortschaft hat 30 Einwohner (Stand 1. Jänner 2024).
Die Streusiedlung liegt im Tal des Hießbaches, der etwas nördlich in den Purzelkamp fließt. Weitere Ortsteile sind die Einzellagen Gratzlmühle (nördlich gelegen) und Ritschgraben (westlich gelegen).

## Geschichte
Der Ort wird als 1252 zum ersten Mal schriftlich als „Chaembileins“ erwähnt, der Name bedeutet etwa Ort am Kleinen Kamp.
Im Jahr 1822 wurde der Ort als Dorf mit zehn Häusern genannt, das nach Sallingberg eingepfarrt war, wohin auch die Kinder eingeschult wurden. Das Stift Zwettl besaß die Ortsobrigkeit, die Herrschaft Gföhl übte die Landgerichtsbarkeit aus, das Stift Zwettl besorgte die Konskription und hatte zusammen mit der Herrschaft Rappottenstein und dem Stift Dürnstein die Grundherrschaft inne.
Laut Adressbuch von Österreich waren im Jahr 1938 in Kamles zwei Schneider und mehrere Landwirte ansässig.
1880 wurde die kleine Kapelle im Ort errichtet, das Schulhaus wurde 1895 anstelle des Bauernhauses Wagleithner eröffnet. 1947 wurde der Ort schließlich an das öffentliche Stromnetz angeschlossen, 1965 wurde eine Ortsbeleuchtung installiert, 1970 die Straße nach Sallingberg asphaltiert. Die Volksschule wurde im Sommer 1972 geschlossen und in einen Kindergarten umgewandelt, 1982 dann komplett aufgelassen und privat weiterverkauft.

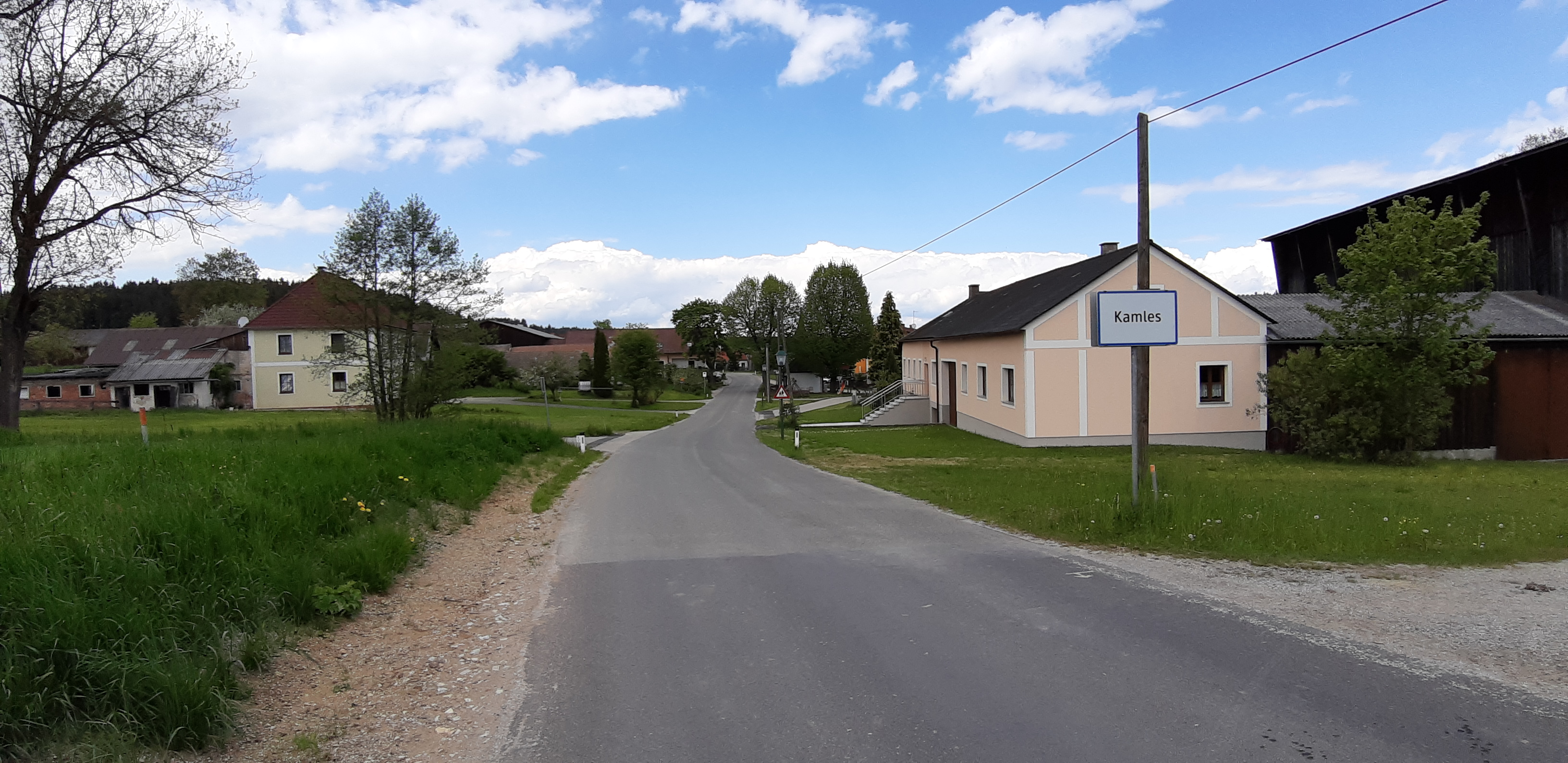
Ortseinfahrt in Kamles

Der Ort war verwaltungstechnisch ab 1849 ein Teil der Gemeinde Voitschlag, mit dieser wurde er dann am 1. Januar 1967 nach Sallingberg eingemeindet.

## Siedlungsentwicklung
Zum Jahreswechsel 1979/1980 befanden sich in der Katastralgemeinde Kamles insgesamt 14 Bauflächen mit 10.901 m² und 8 Gärten auf 1.424 m², 1989/1990 gab es 13 Bauflächen. 1999/2000 war die Zahl der Bauflächen auf 39 angewachsen und 2009/2010 bestanden 17 Gebäude auf 30 Bauflächen.

## Bodennutzung
Die Katastralgemeinde ist landwirtschaftlich geprägt. 134 Hektar wurden zum Jahreswechsel 1979/1980 landwirtschaftlich genutzt und 66 Hektar waren forstwirtschaftlich geführte Waldflächen. 1999/2000 wurde auf 119 Hektar Landwirtschaft betrieben und 75 Hektar waren als forstwirtschaftlich genutzte Flächen ausgewiesen. Ende 2018 waren 111 Hektar als landwirtschaftliche Flächen genutzt und Forstwirtschaft wurde auf 78 Hektar betrieben. Die durchschnittliche Bodenklimazahl von Kamles beträgt 28,5 (Stand 2010).

## Sehenswürdigkeiten

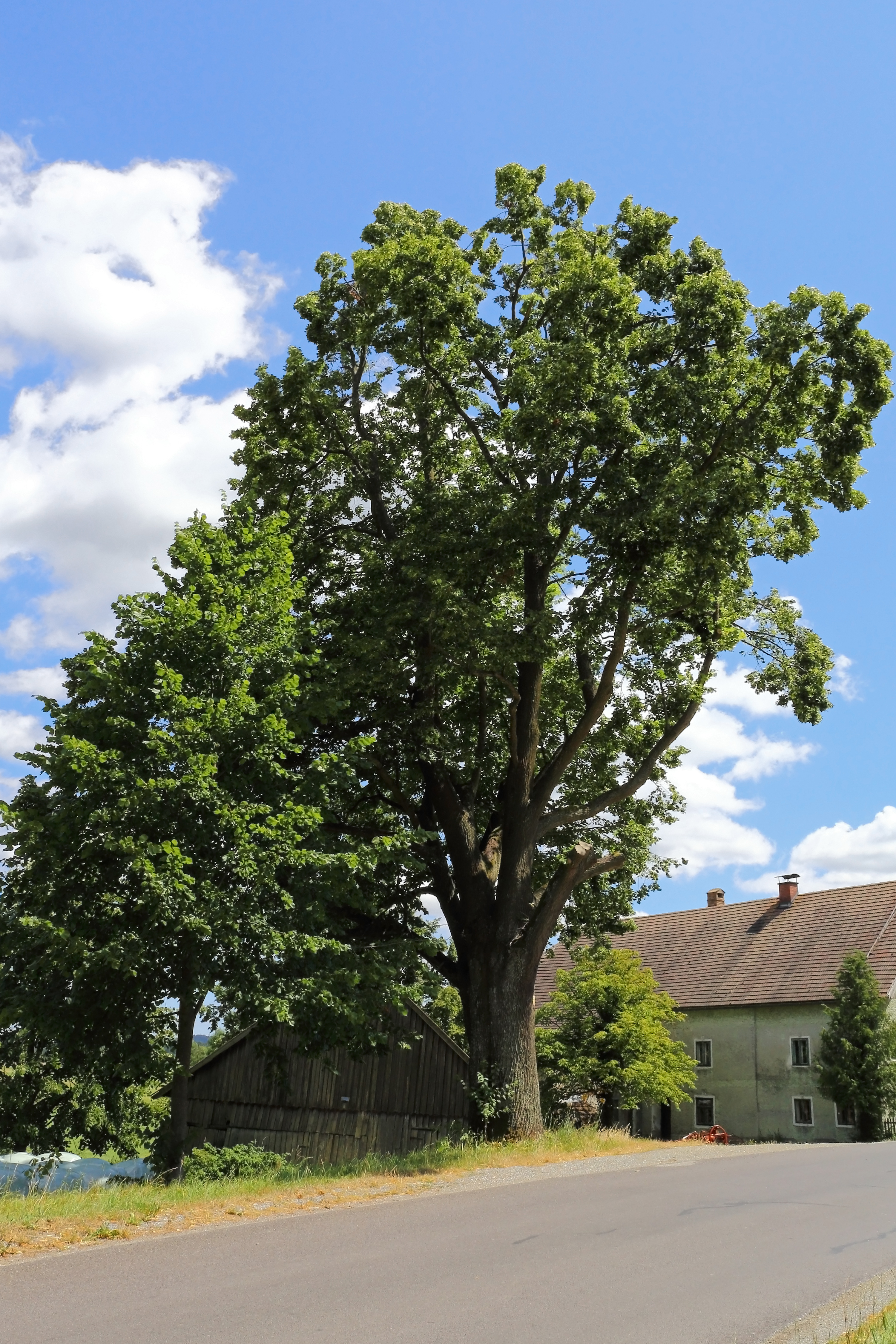
Naturdenkmal Sommerlinde bei der Gratzlmühle an der Straße nach Kleinweißenbach gelegen (Listeneintrag)

- Kapelle von 1880